# Norris Coleman
Norris James Coleman (Jacksonville, 27 settembre 1961) è un ex cestista statunitense, professionista nella NBA, in Francia, Israele, Spagna e Argentina.

## Carriera
È stato selezionato dai Los Angeles Clippers al secondo giro del Draft NBA 1987 (38ª scelta assoluta).

## Palmarès

### Squadra
- Campione USBL

Jacksonville Hooters: 1990, 1994
- Campionato israeliano: 1

Maccabi Tel Aviv: 1994-95
- Coppa di Israele: 1

Hapoel Gerusalemme: 1995-96

### Individuale
- 2 volte All-USBL First Team (1988, 1991)
- All-USBL Second Team (1987)
- USBL All-Defensive Team (1990)
- USBL All-Rookie Team (1987)
- Miglior marcatore USBL (1991)
- Ligat ha'Al MVP: 1

Hapoel Gerusalemme: 1993-94